# Francis Sullivan
Francis Cornelius Sullivan  (Regina, 7 juni 1917 - Calgary, 5 januari 2007) was een Canadees ijshockeyer. 
Sullivan werd gevraagd om onderdeel van de Edmonton Mercurys, deze ploeg was de Canadese vertegenwoordiging tijdens de Olympische Winterspelen 1952 in Oslo, Sullivan speelde mee in alle acht de wedstrijden en maakte vijf doelpunten. Sullivan won met zijn ploeggenoten de gouden medaille.